# Anna Karolína Schmiedlová
Anna Karolína Schmiedlová (Košice, 13 settembre 1994) è una tennista slovacca.

## Vita personale
I genitori si chiamano Juraj e Martina. Ha un fratello di nome Juraj Jr. e una sorella Kristína, anche lei giocatrice professionista, entrambi più piccoli.

## Carriera

### Esordi
Anna Karolína Schmiedlová ha iniziato a giocare a tennis all'età di 7 anni. Attualmente, è allenata da Milan Martinec e il suo trainer fitness è Ladislav Olasz. Si allena al Slovak National Tennis Centre. Considera la terra battuta la superficie dove si esprime meglio.
Nell'aprile 2012 è stata convocata nella squadra slovacca di Fed Cup, nei Play-off del World Group, nel match di doppio insieme a Magdaléna Rybáriková, chehanno perso contro la spagnole di Llagostera Vives/Parra-Santonja.
Nel 2012 ha raggiunto la finale agli Open di Francia 2012 - Singolare ragazze dove si è arresa alla tedesca Annika Beck. Sempre nella categoria junior, l'11 giugno 2012 ha raggiunto il miglior ranking al numero 10.

### 2013: prima partecipazione a uno slam e top 100

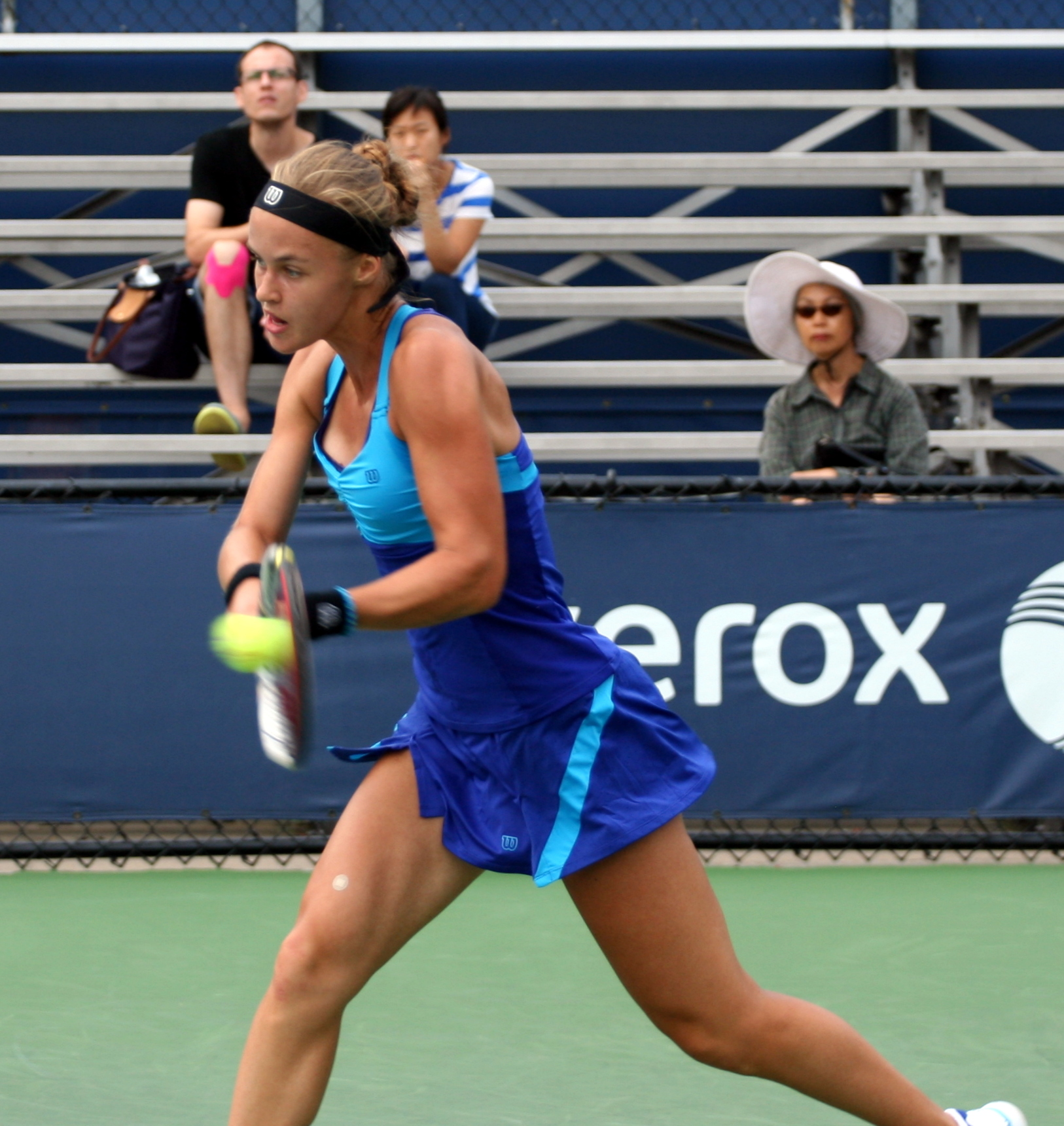
Anna agli US Open 2013

Nell'aprile 2013 ha conquistato la sua prima vittoria nel circuito WTA battendo al BNP Paribas Katowice Open la settima testa di serie Alizé Cornet, dopo aver superato le qualificazioni per poi cedere a Petra Martić.
Agli Open di Francia 2013 riesce di nuovo a superare le qualificazioni . Nel main-draw supera al primo turno l'ex top 20 Yanina Wickmayer con il punteggio di 7–6(5), 2–6, 6–2 e raggiunge per la prima volta in carriera al secondo turno in uno Slam. Proprio qui, viene sconfitta dalla statunitense Jamie Hampton.
Al Torneo di Wimbledon 2013 viene eliminata subito dalla più quotata testa di serie nº 14 Samantha Stosur 6–1, 6–3, dopo che era entrata nel tabellone principale come lucky loser. A luglio, dopo aver raggiunto la finale nel 100 000 $ di Biarritz, entra per la prima volta in carriera nelle prime 100 giocatrici mondiali, posizionandosi precisamente al numero 97. Al Gastein Ladies 2013 perde al primo turno contro la sudafricana Chanelle Scheepers.
Al New Haven Open at Yale 2013 viene sconfitta al primo turno da Sloane Stephens. Agli US Open 2013 batte al primo turno la svizzera Stefanie Vögele raggiungendo così il turno successivo, dove viene estromessa dalla tennista estone Kaia Kanepi.
Al Ningbo Challenger 2013, raggiunge i quarti di finale. All'HP Open 2013 supera le qualificazioni, ma viene sconfitta al primo turno da Madison Keys. Al Nanjing Ladies Open 2013 viene sconfitta nei quarti. La settimana seguente, all'OEC Taipei Ladies Open 2013, esce al secondo turno.

### 2014: terzo turno agli Open di Francia, due tornei ITF.

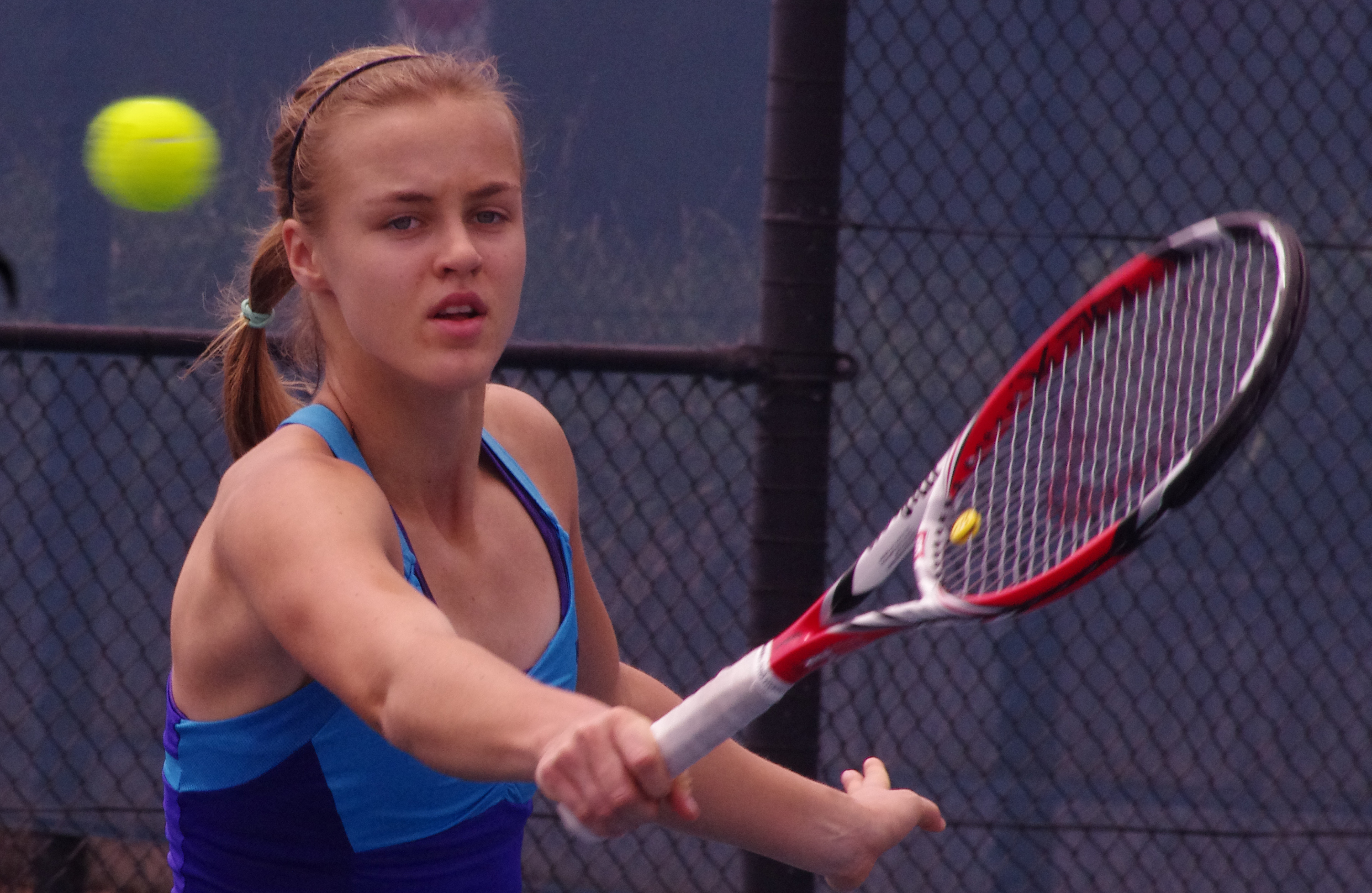
Schmiedlova nel 2014

Agli Australian Open batte al primo turno Tímea Babos, mentre al secondo turno viene eliminata da Garbiñe Muguruza. Al BNP Paribas Open 2014 di Indian Wells supera le qualificazioni, ma perde al primo turno del main-draw contro Yanina Wickmayer. Al Sony Open Tennis di Miami, viene sconfitta al secondo turno da Venus Williams. In seguito si aggiudica due tornei ITF, uno da 50 000 $ e l'altro da 75 000 $, rispettivamente ad Osprey ed a Trnava, e viene eliminata in finale nel 100 000 $ in quel di Praga. Agli Open di Francia raggiunge il terzo turno battendo Zheng Jie e Venus Williams, perdendo poi dalla spagnola Garbiñe Muguruza. Al Torneo di Wimbledon esce al primo turno contro la francese Alizé Cornet. Dopo Wimbledon, non riesce a ottenere alcuna vittoria, venendo eliminata in ben 8 occasioni consecutive al primo turno. Nei successivi tornei di Wuhan, Linz, e Limoges riesce a vincere solo l'incontro all'esordio, con l'eccezione dell'ITF di Nantes in cui si spinge fino alla semifinale. Chiude l'anno al numero 73 del mondo.

### 2015: primo titolo WTA a Katowice
L'anno nuovo si avvia com'era terminato quello precedente con tre secondi turni a Shenzhen (battuta da Aleksandra Krunić), a Sydney, e agli Australian Open (in una partita lunghissima contro Zarina Dijas, terminata 6–3, 2–6, 6–8). Viene poi convocata per la Fed Cup dove vince il primo singolare sull'Olanda di Kiki Bertens. Nonostante la vittoria della Schmiedlová, la Slovacchia viene sconfitta 4-1.

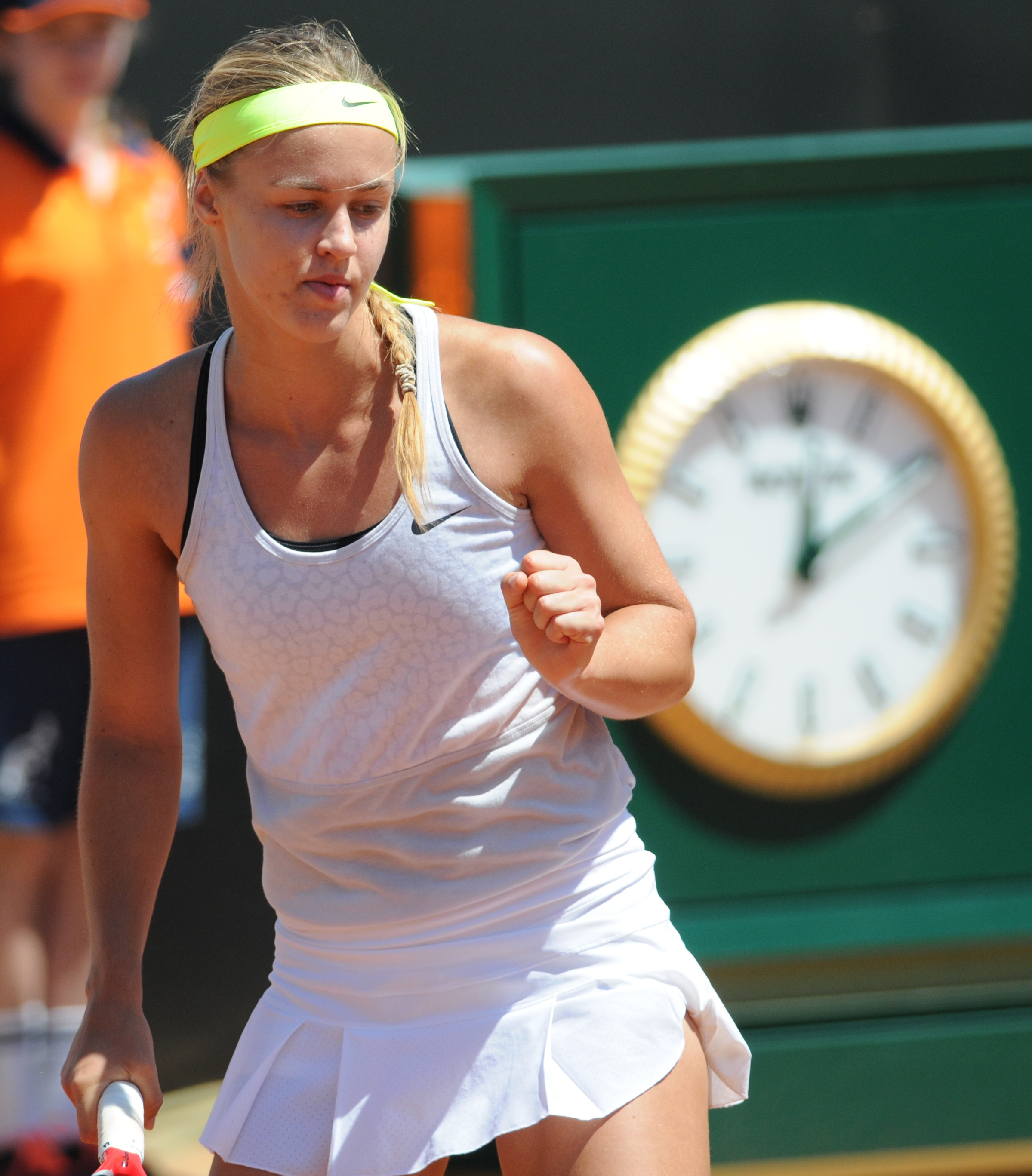
Schmiedlova nel 2015

In seguito gioca il primo torneo su terra rossa a Rio de Janiero. Al primo turno vince senza problemi contro la belga Alison Van Uytvanck, per 6–3, 6–0. Ancora più netta la vittoria ai danni di Paula Ormaechea, che arriva per 6–0, 6–2. Ai quarti pesca la qualificata Verónica Cepede Royg che viene sconfitta in due agevoli set. In semifinale supera in tre set la testa di serie numero 2, Irina-Camelia Begu. Schmiedlová conquista così la prima finale WTA della carriera. Ad attenderla per la conquista del titolo è la prima testa di serie ovvero l'italiana Sara Errani che prevale nell'incontro.
Dopo l'exploit sudamericano ottiene tre sconfitte di fila al primo turno ad Acapulco, Monterrey, ed Indian Wells. A Miami, invece, viene fermata al secondo turno da Agnieszka Radwańska in 2 set combattuti. Ad aprile partecipa al torneo di Katowice dove è accreditata della testa di serie numero 8 e al primo turno batte al secondo turno Kateřina Siniaková, ai quarti la campionessa uscente Alizé Cornet, lasciandole appena 2 games, e in semifinale la belga Alison Van Uytvanck raggiungendo così la seconda finale dell'anno, dopo Rio, e ancora contro un'italiana, la testa di serie numero 3 Camila Giorgi. Alla fine, contro pronostico, la tennista slovacca conquista il suo primo titolo WTA, con il punteggio di 6–4, 6–3.
Schmiedlová torna sui campi in terra battuta, a Marrakech, dove ai quarti l'attende un'ostica avversaria, l'elvetica Timea Bacsinszky, che riesce a battere in tre set. In semifinale tuttavia perde rapidamente da una più fresca Elina Svitolina che si impone con il punteggio di 6–0, 6–3. A Roma esce al primo turno, sconfitta da Lucie Šafářová, in una partita di quasi 3 ore. Al Roland Garros perde subito dalla belga Alison Van Uytvanck. Inizia la stagione sull'erba disputando il torneo di Birmingham. dove raccoglie un secondo turno contro Magdaléna Rybáriková, in due set.

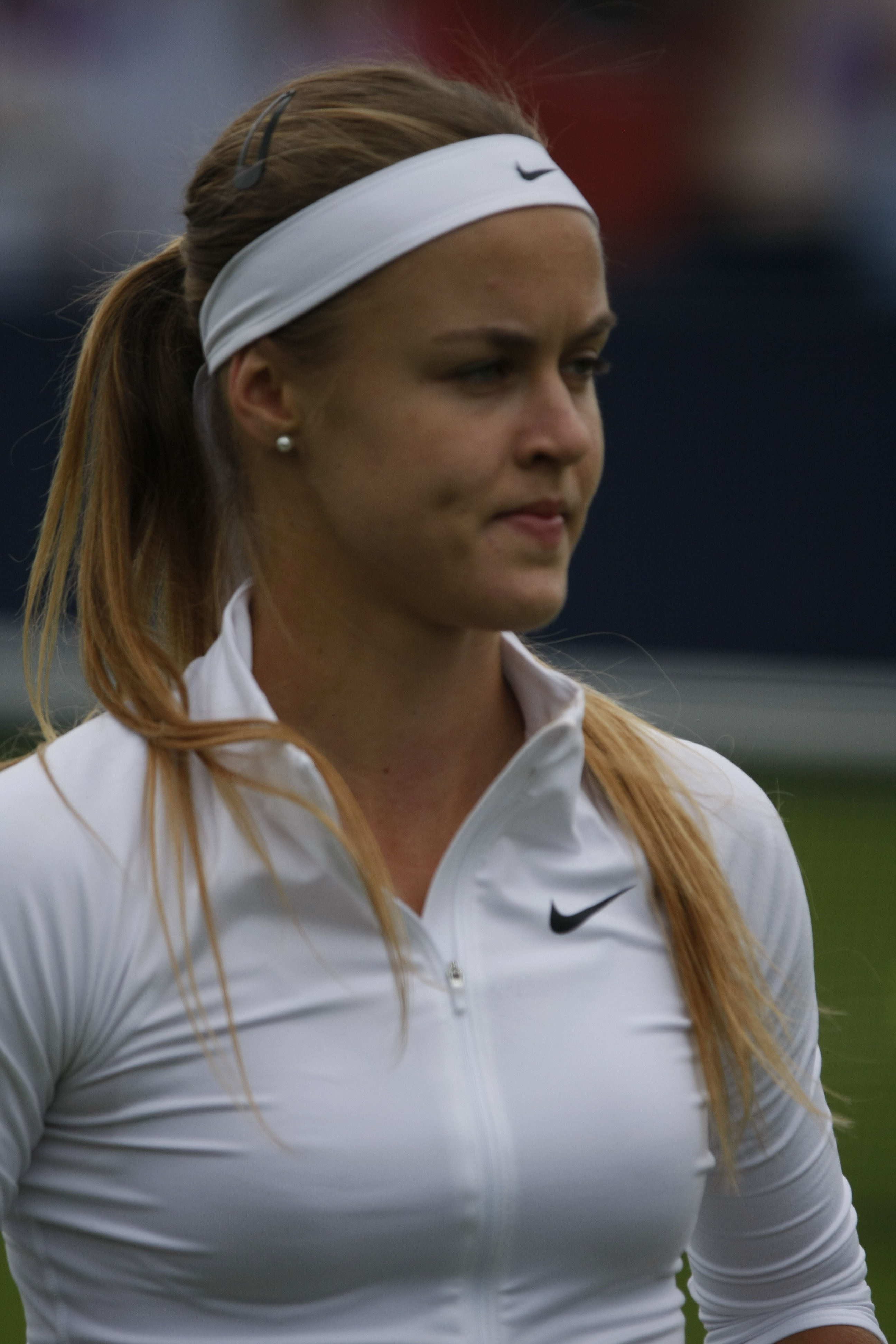
Schmiedlova nel 2015

A Wimbledon pesca al primo turno l'americana Coco Vandeweghe, temibile sull'erba che rispetta il pronostico della vigilia. Dopodiché Schmiedlova rimane in Europa e partecipa al torneo di Bucarest dove batte ai quarti la montenegrina Danka Kovinić, alla quale concede 4 giochi, e in semifinale supera la slovena Polona Hercog, accedendo così alla terza finale WTA in carriera e dell'anno dove ritrova l'azzurra Sara Errani dopo la finale di Rio, ma stavolta è la slovacca ad avere la meglio in due set, conquistando il suo secondo titolo WTA. Partecipa poi al torneo di Bad Gastein, in Austria, dove supera agevolmente ai quarti la tedesca Annika Beck, prima di essere fermata nella semifinale dall'australiana Samantha Stosur, seconda testa di serie.
Avvia la stagione sul cemento americano a Cincinnati, dove dopo aver superato le qualificazioni elimina a sorpresa la polacca Agnieszka Radwańska in tre set, per 4–6, 6–3, 6–1. Dopo la vittorie su Irina-Camelia Begu,e Varvara Lepchenko arriva per la prima volta ai quarti di finale di questo torneo. Qui si scontra con Jelena Janković, che vince nettamente per 6–4, 6–2. Grazie a questi ottimi risultato entra per la prima volta tra le teste di serie dei tabelloni dei Masters, occupando l'ultimo posto libero alla 32ª posizione.
E come tale gioca l'ultimo slam dell'anno, lo US Open, dove raggiunge, per la prima volta in carriera, il terzo turno dopo aver superato Julia Görges per 6–3, 6–4 al primo e Kovinić al secondo. Nella circostanza perde nettamente contro Petra Kvitová (6–2, 6–1). Dopodiché si presenta a Seoul come testa di serie numero due, e si spinge sino alla semifinale giocata contro la giovane bielorussa Aljaksandra Sasnovič. A Wuhan raggiunge i quarti di finale, fermata da Garbiñe Muguruza in due set. A fine anno ha l'occasione di giocare un incontro al WTA Elite Trophy di Zhuhai, subentrando al posto dell'infortunata Caroline Wozniacki. Disputa il match finale del gruppo D contro Roberta Vinci, ininfluente ai fini della classifica nel quale Schmiedlova s'impone facilmente (6–1, 6–0).
Chiude l'anno al numero 26 del mondo.

### 2016: uscita dalla top-200
Il nuovo anno della slovacca si avvia a Brisbane, dove rimedia una sconfitta al primo turno per mano di Varvara Lepchenko (6-2 6-1). Dopodiché si reca a Sydney e, al primo turno, batte Timea Bacsinszky, per 1-6 6-1 6-3, prima di perdere dalla futura finalista del torneo Mónica Puig, con lo score di 6-1 6-0. Anna partecipa poi all'Australian Open, dove è testa di serie numero 27. Nonostante l'aspettativa di giocare un interessante 3º turno contro Serena Williams, viene eliminata al primo turno dalla russa Dar'ja Kasatkina, per 6-3 6-3. Poi in Fed Cup disputa il play-off per accedere agli spareggi per il World Group contro l'Australia. Anna vince il primo match su Arina Rodionova (6-0 al terzo) ma perde il secondo singolare contro Sam Stosur in 2 set. Alla fine l'Australia prevale 3-2. La Schmiedlová disputa, la settimana successiva, il torneo di Dubai, in cui esce subito di scena per mano di Caroline Garcia (6-4 6-1). Anche a Doha rimedia una sconfitta al primo turno contro la kazaka Julija Putinceva. Il momento negativo della Schmiedlová prosegue pure a Indian Wells e Miami dove, dopo un bye al primo turno, perde rispettivamente contro Mónica Puig (6-1 6-2) e Madison Brengle (7-5 6-4). A Katowice, dove difendeva la vittoria del 2015, è testa di serie numero 2. La slovacca, tuttavia, viene sconfitta all'esordio dalla francese Pauline Parmentier per 6-2 6-0. In Fed Cup, per la permanenza della Slovacchia nel gruppo 2, la Schmiedlová vince un singolare contro la Wozniak e il Canada viene eliminato con un 4-1 piuttosto perentorio. In stagione, tuttavia, Anna continua a far male: sia ad Istanbul che a Rabat (dove era testa di serie numero 1 e 3) si fa eliminare al primo turno; nel primo caso da Maria Sakkarī (6-2 6-3), nel secondo da Kiki Bertens, con la quale coglie appena un game. A Madrid, si avvia per la slovacca la stagione sulla terra, in cui incappa subito nella terza testa di serie, la Muguruza, che si impone per 6-2 7-5. Agli Internazionali d'Italia 2016 viene estromessa subito da Anna-Lena Friedsam per 6-4 7-5. Ai French Open incontra nuovamente Garbine Muguruza all'esordio, dalla quale perde per 3-6 6-3 6-3. Prima della stagione su erba, la stagione della slovacca si rileva disastrosa, raccogliendo appena 2 vittorie su 15 match giocati.

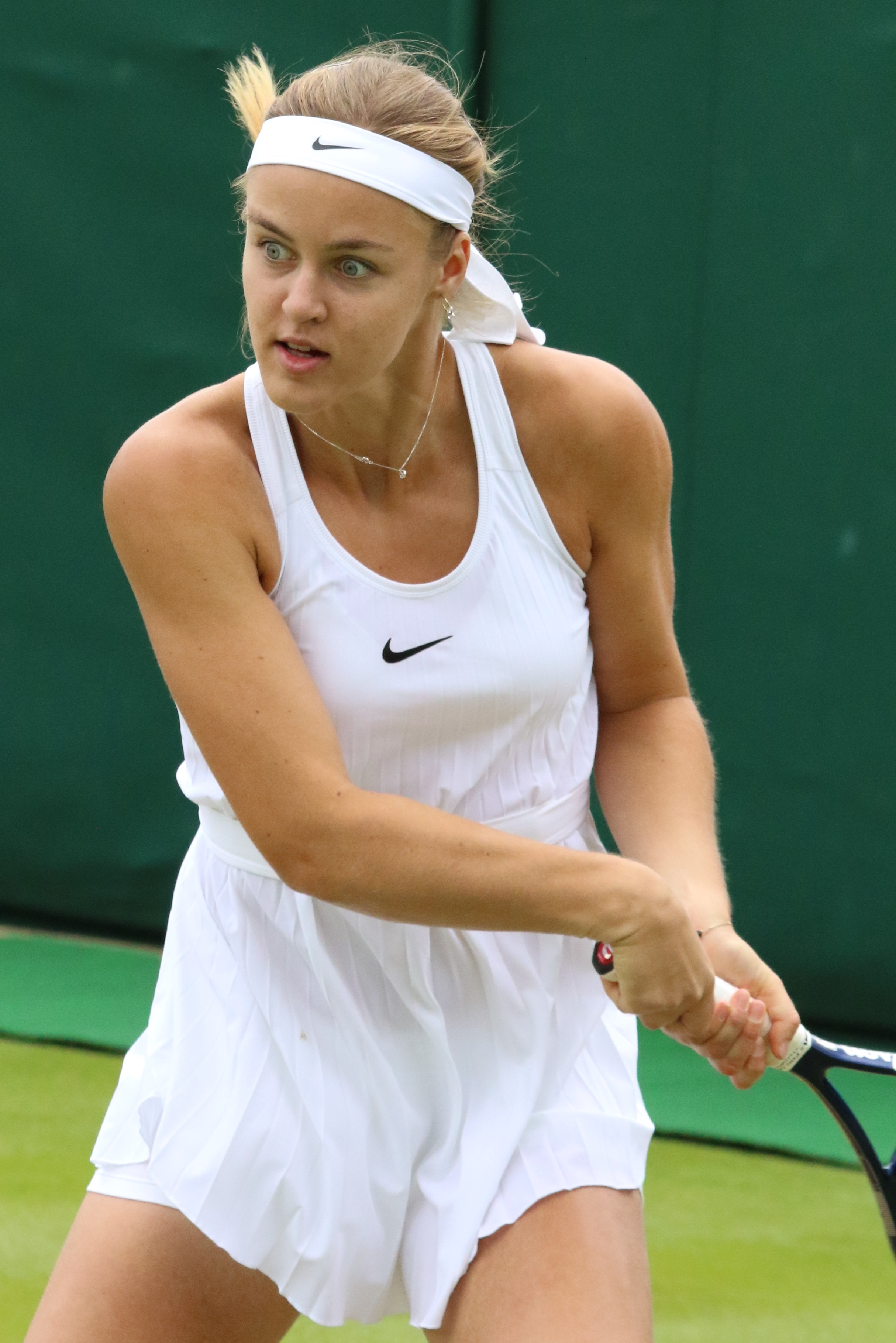
Schmiedlová nel 2016

Comincia la parte dell'anno sull'erba per la tennista di Košice, che si presenta a Eastbourne, perdendo subito dalla Gavrilova (6-1 7-5). Fa poi tappa a Wimbledon, quando è sfortunata a trovare immediatamente la romena Simona Halep, la quale si impone nettamente in 2 set. La slovacca si presenta a luglio in quel di Bucarest, dove difendeva il titolo ed è testa di serie numero 3. Il suo torneo termina al primo turno, quando perde per 6-4 1-6 7-5 dalla bielorussa Aljaksandra Sasnovič. Non avendo difeso i punti conquistati con la vittoria del 2015, la slovacca precipita fuori dalla top-50. A Båstad si presenta come testa di serie numero 5 ed al primo turno elimina la wild card di casa Susanne Celik per 6-1 6-3, tornando alla vittoria in un torneo WTA a distanza di 6 mesi dall'ultima. Al secondo turno il suo torneo si interrompe, perdendo per 6-3 4-6 6-3 da Kateřina Siniaková. La tennista slovacca procede la stagione alle Olimpiadi di Rio de Janeiro, dove partecipa nel singolare. Al primo turno batte, a sorpresa, Roberta Vinci per 7-5 6-4, ritrovando la vittoria sul duro dopo parecchi mesi. Nel turno successivo viene comunque sconfitta in tre set dalla russa Ekaterina Makarova.
A Cincinnati, dove difendeva un quarto di finale, perde all'esordio da Jeļena Ostapenko, che vince al tie-break del terzo per 7 punti a 5. Dopo questa eliminazione, Anna perde altre posizioni nel ranking, ritrovandosi 86º. Partecipa poi alle qualificazioni del torneo di New Haven, dove viene estromessa subito dall'estone Kontaveit. Dopo aver ottenuto il primo parziale per 6-0, perde il secondo 6-3 e nel terzo non converte un match point, perdendo il tie-break 11-9. Agli Us Open si ferma immediatamente contro la lettone Anastasija Sevastova, vincitrice con un periodico 6-3. A Seul batte la qualificata polacca Katarzyna Piter per 6-3 6-2 prima di perdere dalla futura finalista Monica Niculescu con un duplice 6-2. Dopo questa sconfitta, Anna Karolína esce dalla top-100, cosa che non le succedeva dal 2013. A fine settembre si presenta a Tashkent dove esce di scena al primo turno sconfitta dalla greca Maria Sakkarī.
Partecipa in seguito alle qualificazioni di Linz, ma perde subito da Stefanie Vögele (6-2 6-2). Si presenta poi al Luxembourg Open dove, dopo aver battuto Yanina Wickmayer per 6-0 1-6 6-3 viene estromessa da Kiki Bertens (3º testa di serie) con lo score di 6-3 6-1. Dopo quest'altra sconfitta, la slovacca precipita dalla 154ª alla 226ª posizione della classifica WTA.
La tennista di Košice gioca l'ultimo torneo dell'anno all'ITF di Poitiers, dove esce tuttavia al primo turno battuta da Evgenija Rodina (2-6 6-3 6-3).
La slovacca chiude l'annata fuori dalla top-200, alla posizione numero 226, peggiorando proprio di 200 posizioni rispetto all'annata precedente e collezionando, nel circuito WTA, appena 6 vittorie su 33 match giocati.

### 2017: tre titoli ITF
Inizia la nuova stagione a Daytona Beach, prendendo parte al torneo ITF $25000, ma viene sconfitta all'esordio dalla qualificata Ulrikke Eikeri. Scende in campo ad Orlando, torneo ITF $25000, aggiudicandosi il match del primo turno rimontando un 0-6 subito nel primo set da Elizaveta Ianchuk, per poi cedere ad Anhelina Kalinina. In seguito, raggiunge i quarti di finale nel torneo di Midland $100000, sconfitta da Julia Boserup per 6-2 2-6 5-7, e la semifinale a Mosca (ITF $25000), fermata in questa occasione da Alina Silich, nº 781 del mondo.
Prende parte alle qualificazioni di Indian Wells, ma viene annichilita dalla Top 100 Varvara Lepchenko. Dopo due sconfitte premature nel circuito minore, partecipa alle qualificazioni di Bienna, ma l'esito è negativo: estromessa da Antonia Lottner.
Successivamente, raggiunge la semifinale a Wiesbaden (ITF $25000) ai danni di Jessica Pieri, Ekaterine Gorgodze e Jaimee Fourlis, per poi cedere a Petra Martić. Si aggiudica il torneo ITF $25000 di Grado riuscendo ad avere la meglio in rimonta sulla padrona di casa Martina Trevisan (2-6 6-2 6-4). Nel corso del torneo si impone in ordine su: Martina Di Giuseppe, Diāna Marcinkēviča, Daniela Seguel e Julia Glushko. In seguito, vince un altro torneo ITF $25000 nella città ceca di Stare Splavy. Durante il torneo, senza cedere un set, si sbarazza di Jade Suvrijin, Pemra Özgen, Anastasia Zarycká, Viktória Kužmová e Vera Lapko. Dopo alcune sconfitte al secondo turno nei tornei ITF, raggiunge la terza finale ITF stagione, stavolta viene da Vera Lapko che si vendita in rimonta (6-4 4-6 6(4)–7). Precedentemente, la slovacca si era imposta su: Jennifer Elie, Abigail Tere-Apisah, Jessica Pegula e Hiroko Kuwata.
Ritornata tra le Top 200, partecipa alle qualificazioni per gli US Open, ma dopo le vittorie su Dalma Gálfi e Catherine Mcnally, viene sconfitta in tre sets da Kateryna Kozlova. Successivamente, viene fermata da Elica Kostova nel torneo di Las Vegas $60000 in semifinale.
Il 29 ottobre si aggiudica il terzo titolo ITF del 2017, battendo nell'ultimo atto Victoria Duval per 6-4 6-1. Nella corsa al titolo, ha avuto la meglio su Katerina Stewart, Grace Min, Stefanie Vögele e Rebecca Peterson. Grazie a questa vittoria, sale alla posizione nº 132 del ranking.
Conclude l'anno con i quarti di finale a Waco $80000 e al 133º posto della classifica mondiale.

### 2018: 3º titolo WTA e ritorno in top-100
La slovacca inizia l'anno tentando le qualificazioni a Shenzhen e Melbourne: in Cina perde subito da Jasmine Paolini (3-6 4-6) mentre all'Australian Open le passa sconfiggendo Wallace (5-7 6-3 6-3), Abanda (4-6 6-2 6-4) e Voegele (6-3 6-2). Al primo turno viene estromessa da Dar'ja Kasatkina (testa di serie nº22) per 0-6 3-6. Nel WTA 125K di Newport Beach batte la 4° forza del seeding Francesca Schiavone (3-6 6-2 6-1) prima di cedere a Nicole Gibbs in due set.
Dopo aver fallito la qualificazione a Budapest, perde all'esordio a Monterrey da Ajla Tomljanović (tds nº8) per 6-4 1-6 6(6)-7.
A Bogotà inizia per Anna Karolína la stagione sul rosso: ottiene i primi successi su Falconi (7-5 0-6 6-1) e la qualificata Zarazúa (6-1 6-4). Ai quarti approfitta del ritiro della wild-card locale Emiliana Arango sul 6-1 1-0 in favore della slovacca. Torna a giocare una semifinale nel circuito maggiore a distanza di 3 anni dall'ultima volta: Schmiedlová vince il penultimo atto su Ana Bogdan, 7° testa di serie, con lo score di 6-3 6-2; approda così alla 4ª finale WTA della carriera, la prima dal 2015. Nell'ultimo atto, la slovacca si impone su Lara Arruabarrena, 5° forza del seeding, per 6-2 6-4, mettendo in bacheca il terzo alloro WTA nel suo palmares. Grazie al titolo, rientra in top-100, alla posizione nº84.
Il resto della stagione sulla terra non regala molte soddisfazioni alla tennista di Košice: ottiene un secondo turno a Praga (perdendo da Paolini) e il primo a Madrid e Parigi. Il miglior risultato lo ottiene nel 125K di Vallo della Brazza, dove centra i quarti di finale (cedendo a Zidanšek). A Wimbledon esce di scena al primo turno per mano di Kiki Mladenovic (7-5 2-6 2-6).
Nei due International di Bucarest e Mosca raggiunge, rispettivamente, il secondo e il primo turno (in Russia, cede a Olga Danilović, poi campionessa). Nello swing americano, non centra nemmeno un successo tra Cincinnati, New Haven e US Open. Nella trasferta asiatica, figura bene a Hiroshima, dove coglie il 3° quarto di finale della stagione, dopo aver sconfitto Putinceva e Golubic; tra le ultime 8, tuttavia, cede il passo ad Amanda Anisimova, con lo score di 3-6 1-6. Dopo un primo turno a Seoul (dove raccoglie solo un gioco contro Sakkarī) torna ai quarti di finale in quel di Tashkent, dove era testa di serie nº6: nella circostanza, si arrende a sorpresa a Kateryna Kozlova (3-6 2-6).
Termina l'anno a Linz e Lussemburgo: in Austria passa le qualificazioni battendo Korpatsch e Vichljanceva e, al primo turno, sconfigge la qualificata Fiona Ferro in due set; viene fermata al round successivo da Van Uytvanck, con il punteggio di 6-1 6(3)-7 6(5)-7. Nel granducato, soccombe all'esordio a Donna Vekić, sesta testa di serie.
Conclude la stagione al nº77 del ranking mondiale, tornando a chiudere in top-100 dopo tre anni.

### 2019
Dopo una sconfitta pesante a Shenzhen (1-6 0-6 dalla Wang all'esordio) si presenta all'Hobart International per la prima volta in carriera. Al primo turno sopravvive a un match molto complesso contro Evgenija Rodina, terminato per 7-5 6(5)-7 6-3 in favore della slovacca. Al secondo, ha meno problemi contro Alison Van Uytvanck, battuta per 6-3 6-2; nei quarti si impone su Irina-Camelia Begu con un doppio 7-5, accedendo alla semifinale, la prima sul cemento da Seoul 2015. Nel penultimo atto elimina Belinda Bencic in tre set, per 7-6(2) 4-6 6-2, approdando alla quinta finale WTA della carriera: nella circostanza, cede all'americana Sofia Kenin, con lo score di 3-6 0-6. Grazie al buon risultato, rientra tra le prime 60 del ranking, al nº59 del mondo. Chiude la tournée oceanica all'Australian Open, dove viene subito estromessa da Elise Mertens in due set. A Indian Wells e Miami non figura bene, perdendo all'esordio in entrambi i casi.
Sulla terra, comincia giocando il Volvo Car Open: cede subito a Mandy Minella per 6-0 al terzo set. A Bogotà, dove difendeva il titolo, esce di scena già al secondo turno, per mano di Beatriz Haddad Maia. A causa dell'uscita prematura, esce dalla top-100. A Praga, batte la 7° testa di serie Kuzmova (doppio 6-3) prima di perdere dalla tedesca Korpatsch. A Madrid passa le qualificazioni vincendo su Puig e Pegula; nel tabellone principale torna a sconfiggere una top-20, Elise Mertens, per 7-5 7-6(5), tornando al successo contro una tennista così alto-locata nel ranking dopo 2 anni, quando batté Roberta Vinci, all'epoca top-10, alle Olimpiadi di Rio nel 2016. Al secondo turno, la sua avventura si interrompe per mano di Sasnovich, che la elimina con un duplice 2-6. A Strasburgo e Parigi, invece, esce di scena già all'esordio, con due sconfitte rimediate da Xinyuan Han nell'International e dalla nº1 del mondo Ōsaka nello slam (riuscendo comunque a infliggerle un 6-0 nella prima partita). Chiude la porzione di stagione sul rosso al WTA 125K di Bol, dove è 4° testa di serie: vince contro Schoofs all'esordio (doppio 6-1) ed elimina Anna-Lena Friedsam in tre set al secondo turno; ai quarti estromette la 6° forza del seeding Jil Teichmann con lo score di 6-3 6-4; in semifinale, invece, si arrende a Sara Sorribes-Tormo in due set.
A Wimbledon viene eliminata al primo turno da Monica Puig, per 7-5 4-6 5-7.
Termina la stagione al nº138 del mondo.

### 2020
La slovacca inizia l'anno disputando le qualificazioni per Brisbane e Hobart: in entrambi i casi, non riesce ad accedere al tabellone principale; agli Australian Open cede all'esordio a Belinda Bencic, con lo score di 3-6 5-7. Dopo una sconfitta immediata ad Acapulco (per mano di Potapova), riesce a passare le qualificazioni per il main draw di Monterrey, battendo Lizette Cabrera e Varvara Flink; al primo turno si impone su Venus Williams in tre set (4-6 6-3 6-2) ma, al secondo turno, si arrende a Marie Bouzková in due set.
Da marzo ad agosto, il tennis è costretto a bloccarsi a causa della pandemia mondiale di COVID-19, che costringe all'annullamento di tutti i tornei (compreso Wimbledon) e al rinvio dei Giochi Olimpici di Tokyo al 2021.
La slovacca riprende a giocare in agosto al WTA 125K di Praga: da 24° testa di serie, riesce a raggiungere i quarti di finale, dopo aver avuto la meglio di Lansere, Cadantu, Cristian e Grammatikopoulou. Tra le ultime 8, soccombe a Elisabetta Cocciaretto, con lo score di 6-3 2-6 1-6. A Istanbul, batte in tre set Kaja Juvan prima di cedere a Sasnovič per 7-6(5) 4-6 3-6.
Chiude la stagione disputando il Roland Garros: ottiene due successi di assoluto valore contro Venus Williams (6-4 6-4) e contro la recente finalista degli US Open Azarenka (addirittura per 6-2 6-2). Al terzo turno, miglior risultato a Parigi, si arrende alla sorpresa del torneo Nadia Podoroska, con il punteggio di 3-6 2-6.
Termina l'anno al nº135 del mondo.

### 2021: primo titolo in un WTA 125 e ritorno in top-100
La slovacca inizia la stagione disputando le qualificazioni per l'Australian Open: arriva all'ultimo turno con le vittorie su Arconada (6(2)-7 6-2 7-6(5)) e Muramatsu (6-4 6-3); nel turno decisivo, Schmiedlová cede in tre set alla Babos, non centrando il main-draw. È la terza volta che Anna si ferma in un turno qualificatorio di un torneo dello slam: le era successo agli Australian Open 2013 e agli US Open 2017. In seguito, partecipa al Gippsland Trophy di Melbourne: all'esordio, batte Valerija Savinych in due set ma, al secondo turno, viene eliminata da Ekaterina Aleksandrova (testa di serie n°9) con lo score di 6-4 4-6 2-6. Agli Australian Open, viene ripescata come lucky loser: al primo turno si impone sulla nipponica Hibi (7-6(2) 6-4). Torna così a vincere una partita nel main draw del major australiano dopo 6 anni; al secondo turno, fronteggia la testa di serie n°27 Ons Jabeur: Schmiedlová perde in due set (3-6 2-6). A Guadalajara, la slovacca giunge fino ai quarti di finale, grazie ai successi su Hibino e Zarazúa; tra le ultime otto, cede a Bouzková. Anche nel successivo torneo di Monterrey Anna riesce a spingersi fino ai quarti, estromettendo Katie Boulter (6-4 6-0) e Jasmine Paolini (2-6 6-2 6-2). Nuovamente, non riesce a raggiungere la semifinale, sconfitta da Sara Sorribes Tormo, per 3-6 5-7. Tenta le qualificazioni per il Miami Open: viene fermata dalla connazionale Kučová in due set al secondo turno. A Bogotà, viene eliminata subito da Bolsova (4-6 6-3 1-6). A Madrid non passa il tabellone cadetto. Dopo i quarti nellITF di Saint-Malo, fa tappa a Parma, dove passa le qualificazioni battendo Turati e Marino; nel main-draw, estromette Venus Williams in rimonta (5-7 6-2 6-2) per poi cedere ad Amanda Anisimova in due parziali. All'Open di Francia, parte dal tabellone preliminare: elimina Xun Fangying (6-1 6-2), Tamara Korpatsch (6-0 6-4) e la n°1 del seeding Vera Zvonarëva (2-6 7-5 6-3). Accede al suo secondo main-draw slam stagionale, dove si arrende subito alla padrona di casa Kiki Mladenovic (4-6 0-6). A Wimbledon, la slovacca si ferma al secondo turno delle qualificazioni, battuta da Urszula Radwańska. Nei due impegni su terra europea (Budapest e Gdynia) esce al secondo turno. A fine luglio, Schmiedlová vince il suo primo titolo WTA 125s in quel di Belgrado, superando Arantxa Rus per 6-3 6-3 nell'ultimo atto. A Cluj-Napoca, Anna centra i quarti di finale, sconfiggendo Kuzmova e la testa di serie n°6 Kaja Juvan entrambe in due set; tra le ultime otto, viene battuta da Krunić per 3-6 0-6. Agli US Open, riesce a passare le qualificazioni, grazie ai successi su Andrianjafitrimo (6-3 4-6 6-3), Curenko (4-6 6-3 7-5) e Brantmaier (7-6(5) 6-3). Nel tabellone principale, estromette Kruger (7-5 6(3)-7 6-3), tornando al secondo turno a New York dopo 6 anni. Qui, trova la finalista del Roland Garros, Anastasija Pavljučenkova, contro cui si arrende in tre parziali (2-6 7-5 2-6). Gioca poi in Lussemburgo, dove esce di scena all'esordio contro Dijas (0-6 6-1 4-6). Anche a Indian Wells non supera il primo turno, perdendo da Ana Konjuh per 2-6 2-6. A Tenerife, la slovacca coglie il 4° quarto di finale WTA del 2021, eliminando la slovena Juvan (4-6 6-1 6-4) e la rumena Cristian (6-2 7-5). Tra le ultime otto, cede ad Alizé Cornet (doppio 3-6). Termina la stagione al n°84 del mondo, tornando a chiudere un'annata in top-100 per la prima volta dal 2018.

### 2022
Dopo una sconfitta all'esordio al '250' di Melbourne contro Paolini, si qualifica per il main-draw di Sydney, dove si arrende subito a Tomljanović (2-6 3-6). All'Australian Open viene battuta all'esordio da Ostapenko in tre set. Al WTA '250' di Guadalajara conferma i quarti del 2021, grazie ai successi su Párrizas e Potapova; tra le ultime otto, cede a Qiang Wang, per 2-6 3-6. Sulla terra non centra grandi risultati, raggiungendo il secondo turno solo a Rabat e al Roland Garros. Il miglior risultato su mattone tritato arriva nel WTA '125' di Makarska, dove coglie la semifinale, persa da Cocciaretto in due parziali. A Wimbledon batte Rebecca Peterson per 7-5 0-6 6-3; al secondo round, viene eliminata da Fręch. Allo US Open estromette Nadia Podoroska per 6-3 6-2 per poi cedere a Shuai Zhang (5-7 1-6). A Parma, dopo aver superato le qualificazioni, sconfigge Jani per poi arrendersi ad Ana Bogdan. Nell'ITF di Trnava, raggiunge la finale, che non riesce a vincere contro la tedesca Eva Lys.
Termina l'anno al n°100 del mondo.

### 2023 - ottavi di finale al Roland Garros
Schmiedlová tenta le qualificazioni per l'Australian Open: le supera con tre successi su Chromačëva, Ponchet e Mandlik; nel tabellone principale, elimina la n°21 del mondo Martina Trevisan con lo score di 6-3 6-2. Al secondo turno, si arrende a un'altra italiana, Camila Giorgi (4-6 3-6). Dopo un secondo turno a Monterrey, partecipa al main draw di Indian Wells come lucky loser, uscendo di scena contro Claire Liu all'esordio. A Miami passa le quali per poi perdere al primo round da Tomova (5-7 2-6). Sulla terra, dopo un primo turno a Madrid, prende parte al Roland Garros: al primo turno, estromette la n°11 del seeding Veronika Kudermetova con lo score di 6-3 6-1. Successivamente, batte Bolsova (6-3 6-4) e lascia le briciole a Kayla Day (6-1 6-3). La slovacca raggiunge così gli ottavi di finale in uno slam per la prima volta in carriera; nella circostanza, si arrende a Coco Gauff, finalista in carica, con lo score di 5-7 2-6. Grazie al buon risultato, sale fino alla 74ª posizione del ranking.
A Wimbledon, esce di scena subito contro la qualificata Golubić. Nel WTA '250' di Budapest, la slovacca centra il primo quarto di finale della stagione battendo Polina Kudermetova e Tamara Korpatsch; tra le ultime otto, cede il passo a Claire Liu per la seconda volta in stagione. A Praga, Schmiedlová raggiunge un altro quarto WTA, prevalendo prima su Țig (6-2 6-2) e poi su Wang (al tie-break del terzo set). Nei quarti, perde dalla n°4 del seeding Linda Nosková. Nel WTA '125' di Barranquilla, Anna Karolína arriva fino in semifinale, dove si arrende a Fiona Ferro.
Sul cemento americano, disputa lo US Open, dove giunge al terzo turno grazie alle vittorie su Baindl (6-4 3-6 6-3) e Masarova (7-6(0) 6-2), che aveva eliminato la top-10 Sakkarī nel round precedente. Nel suo primo terzo turno a New York dal 2015, sfida la cinese Xinyu Wang, che la batte con lo score di 6-4 3-6 2-6.
A fine settembre, la slovacca raggiunge la sua seconda finale in carriera in un WTA 125 a Parma, dove cede il passo ad Ana Bogdan. Termina l'anno con due uscite all'esordio a Seul e Montasir.
Chiude il 2023 al n°71 del mondo.

### 2024: 2º titolo in un WTA 125 e 4º posto alle Olimpiadi di Parigi
Inizia l'anno al '500' di Brisbane, dove supera la top-50 Dolehide (3-6 6-4 6-2) per poi cedere a Kudermetova. A Hobart, dopo aver passato le qualificazioni, si arrende alla futura finalista Elise Mertens. All'Australian Open, viene travolta all'esordio dalla top-5 Coco Gauff (3-6 0-6). A Hua Hin non va oltre il secondo turno, battuta dalla cinese Yafan Wang.
Ad Austin, la slovacca si impone sulla testa di serie n°7 Stearns (6-2 4-6 7-5) e sulla qualificata Vickery in quasi tre ore. Nei quarti, approfitta del ritiro della rientrante Sevastova, approdando così in una semifinale del circuito maggiore per la prima volta dal 2021. Nella circostanza, si arrende a Yue Yuan, che poi vincerà il trofeo. A Indian Wells e Miami esce di scena al primo round. In aprile, aiuta la Slovacchia nel successo per 4-0 sulla Slovenia, permettendo alla sua nazionale di accedere alla fase finale della Billie Jean King Cup.
Su terra, si ferma al secondo turno a Rouen contro la padrona di casa Garcia, che le concede appena un gioco; nel '1000' di Madrid, sconfigge l'ex campionessa slam Kenin al primo turno con lo score di 6-3 6-4 mentre al round successivo soccombe alla top-10 Jabeur in tre set. Dopo un'uscita all'esordio nell'altro '1000' di Roma, Anna si aggiudica il suo secondo titolo di livello WTA 125 in quel di Parma, confermando il buon feeling con il torneo nel quale aveva raggiunto la finale nel 2023; nell'ultimo atto, si è imposta su Mayar Sherif con il punteggio di 7-5 2-6 6-4. Al Roland Garros, cede al primo turno a Sara Errani (3-6 2-6).
Dopo un primo turno a Wimbledon, la slovacca fa tappa a Budapest, dove raggiunge la seconda semifinale stagionale nel circuito maggiore: in tale circostanza, viene eliminata da Sasnovič al terzo set. Prende poi parte al torneo olimpico di Parigi: battendo Boulter, Haddad Maia e le fresche finaliste di Wimbledon Paolini e Krejčíková, Schmiedlová raggiunge una sorprendente semifinale, la prima per un'atleta slovacca nel tennis olimpico. Perde sia la semifinale contro Vekić che la finale per il bronzo contro la n°1 del mondo Świątek, terminando la sua avventura a Parigi al 4º posto.

## Statistiche WTA

### Singolare

#### Vittorie (3)
| Legenda               | Legenda      |
| --------------------- | ------------ |
| Grande Slam (0)       |              |
| Ori Olimpici (0)      |              |
| WTA Finals (0)        |              |
| WTA Elite Trophy (0)  |              |
| Dal 2009 al 2020      | Dal 2021     |
| Premier Mandatory (0) | WTA 1000 (0) |
| Premier 5 (0)         | WTA 1000 (0) |
| Premier (0)           | WTA 500 (0)  |
| International (3)     | WTA 250 (0)  |

| N. | Data           | Torneo                  | Superficie  | Avversaria in finale | Punteggio   |
| 1. | 12 aprile 2015 | Katowice Open, Katowice | Cemento (i) | Camila Giorgi        | 6–4, 6–3    |
| 2. | 19 luglio 2015 | Bucarest Open, Bucarest | Terra rossa | Sara Errani          | 7–6(3), 6–3 |
| 3. | 15 aprile 2018 | Copa Colsanitas, Bogotà | Terra rossa | Lara Arruabarrena    | 6–2, 6–4    |

#### Sconfitte (2)
| Legenda               | Legenda      |
| --------------------- | ------------ |
| Grande Slam (0)       |              |
| Argenti Olimpici (0)  |              |
| WTA Finals (0)        |              |
| WTA Elite Trophy (0)  |              |
| Dal 2009 al 2020      | Dal 2021     |
| Premier Mandatory (0) | WTA 1000 (0) |
| Premier 5 (0)         | WTA 1000 (0) |
| Premier (0)           | WTA 500 (0)  |
| International (2)     | WTA 250 (0)  |

| N. | Data             | Torneo                              | Superficie  | Avversaria in finale | Punteggio   |
| 1. | 22 febbraio 2015 | Rio Open, Rio de Janeiro            | Terra rossa | Sara Errani          | 6(2)–7, 1–6 |
| 2. | 12 gennaio 2019  | Hobart International, Hobart        | Cemento     | Sofia Kenin          | 3–6, 0–6    |
|    | 2 agosto 2024    | 4º posto ai Giochi Olimpici, Parigi | Terra rossa | Iga Świątek          | 2–6, 1–6    |

## Circuito WTA 125

### Singolare

#### Vittorie (2)
| N. | Data           | Torneo                         | Superficie  | Avversaria in finale | Punteggio     |
| 1. | 31 luglio 2021 | Belgrade Ladies Open, Belgrado | Terra rossa | Arantxa Rus          | 6–3, 6–3      |
| 2. | 18 maggio 2024 | Parma Ladies Open, Parma       | Terra rossa | Mayar Sherif         | 7–5, 2–6, 6–4 |

#### Sconfitte (1)
| N. | Data              | Torneo                   | Superficie  | Avversaria in finale | Punteggio |
| 1. | 23 settembre 2023 | Parma Ladies Open, Parma | Terra rossa | Ana Bogdan           | 5–7, 1–6  |

## Statistiche ITF

### Singolare

#### Vittorie (12)
| Torneo $100.000 (0) |
| Torneo $80.000 (1)  |
| Torneo $75.000 (1)  |
| Torneo $60.000 (0)  |
| Torneo $50.000 (1)  |
| Torneo $25.000 (5)  |
| Torneo $15.000 (0)  |
| Torneo $10.000 (4)  |

| N.  | Data            | Torneo                                                 | Superficie  | Avversaria in finale       | Score         |
| 1.  | 16 ottobre 2011 | ITF Women's Circuit Yerevan, Erevan                    | Terra rossa | Tatia Mikadze              | 6–4, 6–3      |
| 2.  | 1º aprile 2012  | Tennis Organisation, Adalia                            | Cemento     | Anna-Lena Friedsam         | 7–6(5), 6–4   |
| 3.  | 8 aprile 2012   | Tennis Organisation, Adalia                            | Cemento     | Anna-Lena Friedsam         | 7–5, 6–2      |
| 4.  | 13 maggio 2012  | Bad Saarow Ladies Open, Bad Saarow                     | Terra rossa | Kateřina Vaňková           | 6–1, 6–3      |
| 5.  | 26 maggio 2012  | Internazionali Femminili di Tennis di Brescia, Brescia | Terra rossa | Beatriz García Vidagany    | 6–3, 6–2      |
| 6.  | 4 novembre 2012 | Netanya Open, Netanya                                  | Cemento     | Stephanie Vogt             | 0–6, 6–3, 6–4 |
| 7.  | 5 maggio 2013   | Torneo Tirreno Power, Civitavecchia                    | Terra rossa | Magda Linette              | 6–0, 6–1      |
| 8.  | 30 marzo 2014   | Oaks Club Challenger, Osprey                           | Terra verde | Marina Eraković            | 6–2, 6–3      |
| 9.  | 11 maggio 2014  | Empire Trnava Cup, Trnava                              | Terra rossa | Barbora Záhlavová-Strýcová | 6–4, 6–2      |
| 10. | 4 giugno 2017   | Torneo Internazionale Femminile Città di Grado, Grado  | Terra rossa | Martina Trevisan           | 2–6, 6–2, 6–4 |
| 11. | 11 giugno 2017  | Macha Lake Open, Staré Splavy                          | Terra rossa | Vera Lapko                 | 6–4, 7–5      |
| 12. | 29 ottobre 2017 | Tennis Classic of Macon, Macon                         | Cemento     | Victoria Duval             | 6–4, 6–1      |

#### Sconfitte (6)
| Torneo $100.000 (2) |
| Torneo $80.000 (0)  |
| Torneo $75.000 (1)  |
| Torneo $60.000 (1)  |
| Torneo $50.000 (0)  |
| Torneo $25.000 (3)  |
| Torneo $15.000 (0)  |
| Torneo $10.000 (0)  |

| N. | Data             | Torneo                                                   | Superficie    | Avversaria in finale | Score            |
| 1. | 22 luglio 2012   | Darmstadt Tennis International, Darmstadt                | Terra rossa   | Laura Siegemund      | 6(7)–7, 3–6      |
| 2. | 18 novembre 2012 | OrtoLääkärit Open, Helsinki                              | Sintetico (i) | Amra Sadiković       | 4–6, 0–6         |
| 3. | 14 luglio 2013   | Open GDF SUEZ de Biarritz, Biarritz                      | Terra rossa   | Stephanie Vogt       | 6–1, 3–6, 2–6    |
| 4. | 18 maggio 2014   | Sparta Prague WTA, Praga                                 | Terra rossa   | Heather Watson       | 6(5)–7, 0–6      |
| 5. | 13 agosto 2017   | Koser Jewelers Pro Circuit Tennis Challenge, Landisville | Cemento       | Vera Lapko           | 6–4, 4–6, 6(4)–7 |
| 6. | 16 ottobre 2022  | Empire Women's Indoor, Trnava                            | Cemento (i)   | Eva Lys              | 2–6, 6–4, 2–6    |

### Doppio

#### Sconfitte (4)
| Torneo $100.000 (0) |
| Torneo $80.000 (0)  |
| Torneo $75.000 (1)  |
| Torneo $60.000 (0)  |
| Torneo $50.000 (0)  |
| Torneo $25.000 (1)  |
| Torneo $15.000 (0)  |
| Torneo $10.000 (2)  |

| N. | Data            | Torneo                      | Superficie  | Compagna               | Avversarie in finale                   | Punteggio        |
| 1. | 26 giugno 2011  | GD Tennis Cup, Smirne       | Terra rossa | Aleksandrina Najdenova | Tat'jana Kotel'nikova Evgenija Paškova | 4–6, 0–6         |
| 2. | 1º aprile 2012  | Tennis Organisation, Adalia | Cemento     | Chantal Škamlová       | Anamika Bhargava Sylvia Krywacz        | 6–4, 4–6, [3–10] |
| 3. | 4 novembre 2012 | Netanya Open, Netanya       | Cemento     | Zuzana Luknárová       | Ljudmyla Kičenok Nadežda Kičenok       | 1–6, 4–6         |
| 4. | 12 maggio 2013  | Empire Trnava Cup, Trnava   | Terra rossa | Jana Čepelová          | Mervana Jugić-Salkić Renata Voráčová   | 1–6, 1–6         |

## Billie Jean King Cup

### Sconfitte (1)
| N. | Data             | Torneo                       | Superficie  | Compagne                                                                 | Avversarie in finale                                                                | Punteggio |
| 1. | 20 novembre 2024 | Billie Jean King Cup, Malaga | Cemento (i) | Viktória Hrunčáková Renáta Jamrichová Tereza Mihalíková Rebecca Šramková | Lucia Bronzetti Elisabetta Cocciaretto Sara Errani Jasmine Paolini Martina Trevisan | 0-2       |

## Grand Slam Junior

### Singolare

#### Sconfitte (1)
| Tornei del Grande Slam  |
| ----------------------- |
| Australian Open (0)     |
| Open di Francia (1)     |
| Torneo di Wimbledon (0) |
| US Open (0)             |

| N. | Data          | Torneo                  | Superficie  | Avversario in finale | Punteggio     |
| 1. | 8 giugno 2012 | Open di Francia, Parigi | Terra rossa | Annika Beck          | 6–3, 5–7, 3–6 |

## Risultati in progressione
| Sigla | Risultato               |
| ----- | ----------------------- |
| V     | Vincitore               |
| F     | Finalista               |
| SF    | Semifinalista           |
| O     | Oro olimpico            |
| A     | Argento olimpico        |
| SF    | Bronzo olimpico         |
| QF    | Quarti di Finale        |
| 4T    | Quarto turno            |
| 3T    | Terzo turno             |
| 2T    | Secondo turno           |
| 1T    | Primo turno             |
| RR    | Round Robin             |
| LQ    | Turno di qualificazione |
| A     | Assente                 |
| ND    | Non disputato           |

| Legenda superfici    |
| -------------------- |
| Cemento              |
| Terra battuta        |
| Erba                 |
| Superficie variabile |

### Singolare
Aggiornato a fine WTA Tour 2023
| Tornei del Grande Slam |     |      |       |      |     |       |      |      |       |       |       |             |             |
| Australian Open        | Q1  | 2T   | 2T    | 1T   | A   | 1T    | 1T   | 1T   | 2T    | 1T    | 2T    | 0 / 9       | 4–9         |
| Open di Francia        | 2T  | 3T   | 1T    | 1T   | A   | 1T    | 1T   | 3T   | 1T    | 2T    | 4T    | 0 / 10      | 9–10        |
| Wimbledon              | 1T  | 1T   | 1T    | 1T   | A   | 1T    | 1T   | ND   | A     | 2T    | 1T    | 0 / 8       | 1–8         |
| US Open                | 2T  | 1T   | 3T    | 1T   | Q3  | 1T    | A    | A    | 2T    | 2T    | 3T    | 0 / 8       | 7–8         |
| Vittorie-sconfitte     | 2–3 | 3–4  | 3-4   | 0-4  | 0-0 | 0-4   | 0-3  | 2-2  | 2-3   | 3-4   | 6-4   | 0 / 35      | 21-35       |
| Carriera               |     |      |       |      |     |       |      |      |       |       |       |             |             |
| Tornei giocati         | 7   | 17   | 24    | 23   | 1   | 15    | 12   | 8    | 23    | 26    | 24    | 180         | 180         |
| Titoli                 | 0   | 0    | 2     | 0    | 0   | 1     | 0    | 0    | 1     | 0     | 0     | 4           | 4           |
| Finali                 | 0   | 0    | 3     | 0    | 0   | 1     | 1    | 0    | 1     | 0     | 1     | 7           | 7           |
| Totale V–S             | 3-7 | 5-17 | 38-21 | 6-24 | 0-1 | 12-15 | 7-13 | 11-8 | 32-23 | 18-26 | 29-24 | 4 / 180     | 161-180     |
| Vittorie %             | 30% | 23%  | 64%   | 20%  | 0%  | 44%   | 35%  | 58%  | 58%   | 41%   | 55%   | 47%         | 47%         |
| Ranking di fine anno   | 74  | 73   | 26    | 227  | 133 | 77    | 138  | 139  | 84    | 100   | 72    | $ 4.205.447 | $ 4.205.447 |

## Vittorie contro giocatrici Top 10
| Stagione | 2016 | 2017-2023 | 2024 | Totale |
| Vittorie | 1    | 0         | 2    | 3      |

| #    | Giocatrice         | Ranking | Evento                          | Superficie  | Turno | Punteggio     | Rank. AKSR |
| ---- | ------------------ | ------- | ------------------------------- | ----------- | ----- | ------------- | ---------- |
| 2016 |                    |         |                                 |             |       |               |            |
| 1.   | Roberta Vinci      | 8       | Giochi Olimpici, Rio de Janeiro | Cemento     | 1T    | 6–4, 7–5      | 59         |
| 2024 |                    |         |                                 |             |       |               |            |
| 2.   | Jasmine Paolini    | 5       | Giochi Olimpici, Parigi         | Terra rossa | 3T    | 7–5, 3–6, 7–5 | 67         |
| 3.   | Barbora Krejčíková | 10      | Giochi Olimpici, Parigi         | Terra rossa | QF    | 6–4, 6–2      | 67         |